# Giuseppe Testa (calciatore anni venti)
Giuseppe Testa (fl. XX secolo) è stato un calciatore italiano, di ruolo centrocampista.

## Caratteristiche tecniche
Giocava come centromediano.

## Carriera
Gioca 5 partite nel campionato di Prima Categoria 1919-1920 con l'Alessandrina, debuttando in occasione della partita casalinga contro la Juventus del 23 novembre 1919, e gioca anche il derby amichevole contro l'Alessandria del 22 gennaio successivo. A fine stagione l'Alessandrina si fonde proprio con l'Alessandria, e resta per alcuni mesi in forza ai grigi, senza mai giocare; nel marzo 1921 si trasferisce al Piacenza, dove militavano già altri calciatori alessandrini.
Con i biancorossi emiliani gioca tre stagioni, una in Prima Categoria, con 8 presenze, e due in Seconda Categoria, ricoprendo anche il ruolo di capitano nell'ultima annata. Nell'estate 1924 viene posto in lista di trasferimento, e fa ritorno all'Alessandria, dove è nuovamente impiegato solo nelle riserve.